# SPIRAL2
Pour les articles homonymes, voir Spiral (homonymie).
 (1er février 2021).
SPIRAL2 (Système de Production d'Ions RAdioactifs en Ligne de 2e génération) est un projet de faisceaux exotiques pour la recherche en physique nucléaire fondamentale et interdisciplinaire au GANIL.

## Explications
Il est basé sur un accélérateur linéaire de particules, le LINAC, qui fournira[Quand ?] des faisceaux d’ions stables de très hautes intensités. Les réactions induites par ces faisceaux stables dans différentes cibles de matière produiront des noyaux exotiques à des intensités inégalées. Ces noyaux exotiques (non présents naturellement sur Terre) permettront aux physiciens d’étudier les propriétés fondamentales des interactions entre nucléons qui assurent la cohésion de la matière à l’échelle nucléaire ou bien sont responsables de la désintégration du noyau atomique.
SPIRAL2 permettra d’explorer des régions de la carte des noyaux auxquelles les installations actuelles du GANIL ne permettent pas d’accéder. De nouvelles propriétés de la matière sont ainsi attendues. Il sera possible de synthétiser de nouveaux noyaux exotiques notamment en provoquant la fission de l’uranium, mais aussi en transférant plusieurs nucléons à des noyaux stables, ou par un mécanisme de fusion de noyaux. L’ambition de SPIRAL2 est de créer des noyaux exotiques avec un déséquilibre très important entre le nombre de neutrons et protons ainsi que de créer des noyaux lourds et super-lourds comptant plus de cent protons.
Le projet SPIRAL2 a d’ores et déjà une reconnaissance internationale[réf. souhaitée] : en 2006, le forum ESFRI, chargé de la stratégie en matière d'infrastructures de recherche en Europe, a sélectionné SPIRAL2 comme projet d'excellence.
SPIRAL2 est l’un des deux projets d’infrastructures européennes en physique nucléaire dont la construction est recommandée en 2010 par le NuPECC, comité expert de l’ESF (European Science Foundation).

## Thèmes de recherche
L’installation SPIRAL2 permettra à la communauté scientifique internationale de poursuivre ses recherches en matière de noyaux exotiques, noyaux n’existant pas naturellement sur Terre.
Ces recherches concerneront notamment :
- Les noyaux super-lourds et l’évolution de la structure des noyaux présentant un grand déséquilibre entre leur nombre de protons et de neutrons : les noyaux contenant des « nombres magiques » de protons et de neutrons (2, 8, 20, 28, 50, 126) ont la particularité d’être généralement plus robustes que les autres. L’étude de noyaux exotiques et des noyaux super-lourds permet de tester la validité de ces nombres magiques lorsqu’on atteint les limites d’existence de la matière et d’en trouver éventuellement de nouveaux. Les interactions fondamentales assurant la cohésion du noyau atomique ou responsables de sa désintégration: la cohésion du noyau atomique repose sur un équilibre subtil entre différentes forces dont l’action se manifeste au travers de la forme, de la durée de vie moyenne, de la structure et des modes de désintégration des noyaux.
- Les mécanismes de réactions nucléaires : l’étude de la collision de noyaux exotiques accélérés avec des noyaux stables permet de sonder les propriétés des forces de cohésion des nucléons au sein du noyau et d’étudier leur évolution dans des conditions extrêmes de température ou de densité.
- L’astrophysique nucléaire : les noyaux stables dont nous sommes constitués sont issus de la désintégration de noyaux radioactifs produits dans les étoiles. L’étude des propriétés des noyaux exotiques permet de comprendre ces mécanismes de production et d’appréhender la structure de corps célestes aussi extraordinaire que les étoiles à neutrons.

Cette nouvelle installation aux performances exceptionnelles est également ouverte aux recherches interdisciplinaires qui rassemblent des communautés de physique atomique, de physique du solide et de radiobiologie autour de l'étude de la matière sous irradiation

## Acteurs du projet et financements
SPIRAL2 est financé par l’Institut national de physique nucléaire et de physique des particules (IN2P3) du CNRS, la Direction des Sciences de la Matière (DSM) du CEA, la Région Basse-Normandie et les collectivités territoriales, avec le soutien de l’Union européenne et de collaborations internationales.
La Convention cadre relative à SPIRAL2 a été signée au GANIL le 4 septembre 2006 entre le CNRS, le CEA et la région Basse-Normandie, le département du Calvados, la préfecture du Calvados, la ville de Caen, la communauté d’agglomération Caen la Mer.
L’État français a récemment[Quand ?] renforcé son soutien au projet SPIRAL2 en finançant deux projets EQUIPEX pour S3 et DESIR.
Dans le cadre du projet SPIRAL2, des accords bilatéraux ont été signés entre le GANIL et de nombreux laboratoires dans le monde. On peut citer en particulier les accords avec GSI-FAIR (Allemagne), ISOLDE-CERN (Suisse), INRNE (Bulgarie), SOREQ (Israël), NIPNE (Roumanie), COPIN (Pologne), JINR (Russie) et IMP (Chine).
La Commission Européenne est un partenaire privilégié du GANIL depuis de nombreuses années, en finançant des projets scientifiques de première envergure. Le GANIL collabore avec la Commission européenne via sa participation et sa gestion de plusieurs projets scientifiques, au sein de collaborations comprenant de nombreux laboratoires de l'Union européenne et au-delà.
Aujourd'hui[Quand ?], sous le 7e Programme-cadre (7e PC - 2007 à 2013), le GANIL coordonne le projet SPIRAL2 Phase Préparatoire et participe à CRISP, deux projets qui contribuent au développement de SPIRAL2

## Dates clés du Projet SPIRAL2
- 2006 : choix du projet technique de l’accélérateur
- 2007 : planning de construction en deux phases
  - Phase 1 : Construction du LINAC et des salles expérimentales pour S3 et NFS
  - Phase 2 : Construction du bâtiment de production des faisceaux radioactifs
- 2008 : définition des infrastructures de la phase 1
- 2009 : dépôt des dossiers de sûreté et du permis de construire
- 1er semestre 2010 : enquête publique
- 11 octobre 2010 : obtention du permis de construire pour la phase 1 de SPIRAL2
- 2011 : début des travaux de la phase 1
- 17 octobre 2011 : lancement officiel de la construction de SPIRAL2 avec la pose de la "1ère pierre"
- octobre 2011 – mars 2012 : signature d’accords nationaux et internationaux pour les détecteurs FAZIA, EXOGAM2, ACTAR TPC, NEDA,PARIS et les installations DESIR, NFS et S3
- 2013 : début de l’installation des équipements de la phase 1
- 2016 : début de l'installation des Aires Expérimentales du LINAC (AEL) : salles NFS (Neutron For Science) et S3 (Super Separator Spectrometer)
- 2017 : premiers tests faisceau et première mise en froid de l'accélérateur linéaire supraconducteur LINAC
- 2019 : premier faisceau dans la salle d'expérience NFS

## Infrastructures
SPIRAL2 est construit sur le site du GANIL et doublera la superficie actuelle des installations qui passera d’environ 11 000 m2 à environ 20 000 m2.
En plus d’un espace d’accueil et des locaux techniques, l’installation SPIRAL2 comprendra en fin de construction un groupe de quatre bâtiments :
1. Le bâtiment accélérateur abritant les sources d’ions (deutons, protons et ions lourds), l’accélérateur linéaire (LINAC) et les lignes de distribution de faisceaux.
2. Le bâtiment des Aires Expérimentales associées au LINAC : NFS et S3.
3. Le bâtiment de production des ions exotiques.
4. Le bâtiment destiné aux expériences à basse énergie appelé DESIR.

### L'accélérateur
L’installation SPIRAL2 est une « usine » à noyaux exotiques. Elle produira en abondance des noyaux exotiques riches en protons ou en neutrons dans une large gamme de masses. Au cœur de la machine, un accélérateur linéaire supraconducteur, délivrant des faisceaux de particules parmi les plus intenses du monde, bombarde une cible de matière. Les réactions induites (fission, transfert de nucléons, fusion…) permettent la création de noyaux nouveaux.
Extraits, triés, accélérés, les noyaux les plus intéressants sont assemblés en faisceaux qui permettront des expériences inédites.

### NFS et S3
Deux salles d'expériences seront construites dans le prolongement de l’accélérateur de SPIRAL2, elles hébergeront les détecteurs élaborés autour des projets NFS et S3.
NFS (Neutrons For Science) est une ligne de faisceaux de neutrons très intenses produits par l’interaction de deutons accélérés par le LINAC avec une cible épaisse de béryllium. L’installation est dédiée à la réalisation d’expériences de physique fondamentale et appliquée.
S3 (Super Séparateur Spectromètre) utilise les faisceaux d’ions lourds stables de haute intensité délivrés par le LINAC pour produire par fusion des noyaux super-lourds, c’est-à-dire plus lourds que l’uranium, et des noyaux exotiques plus légers.

### Production - Ensemble cible-source
L’ensemble cible-source du bâtiment de production d’ions de SPIRAL2 délivre des faisceaux d’ions exotiques obtenus par réactions des faisceaux d’ions stables du LINAC sur différents types de matériaux. Les atomes produits sont ionisés par la source d’ions, et extraits pour être transportés à basse énergie vers la salle d’expérience DESIR ou après post-accélération par le cyclotron CIME dans les salles d’expériences du GANIL.

### DESIR
L’installation DESIR (Désintégration, Excitation et Stockage des Ions Radioactifs) utilise des faisceaux de basse énergie issus de GANIL-SPIRAL, du bâtiment de production de SPIRAL2 et de l’installation S3. Les recherches qui y seront menées portent sur les propriétés fondamentales des noyaux ainsi que sur l’astrophysique, au moyen de lasers et de pièges à ions notamment.

### Détecteurs
Parallèlement à la construction de SPIRAL2, des collaborations internationales développent de nouveaux détecteurs adaptés aux performances inédites de la nouvelle infrastructure de recherche.
Les détecteurs AGATA, ACTAR TPC, EXOGAM2, FAZIA, GASPARD, PARIS et NEDA permettront d’étudier la structure des noyaux extrêmement exotiques, les réactions nucléaires et la matière nucléaire avec toute la diversité des faisceaux produits par SPIRAL2.

## EURISOL
Afin d'explorer de plus en plus loin les limites de la stabilité des noyaux, les physiciens collaborent dès aujourd’hui en vue de construire une installation de production de faisceaux radioactifs de troisième génération, EURISOL (EURopean Isotope-Separation-On-Line).
Le projet EURISOL s’inscrit dans la continuité de SPIRAL2, d’où la place stratégique du GANIL dans le projet. Toutefois, EURISOL nécessite de passer par une phase de Recherche et de Développement car les connaissances actuelles ne permettent pas la réalisation de toutes les composantes de l’installation.
Entre 2005 et 2009, une étude a été menée dans le cadre du projet Européen « EURISOL Design Study » afin de travailler sur les défis technologiques d’EURISOL, notamment le développement de cibles, de l’accélérateur ainsi que l’instrumentation et la radioprotection